# Pismo tulu

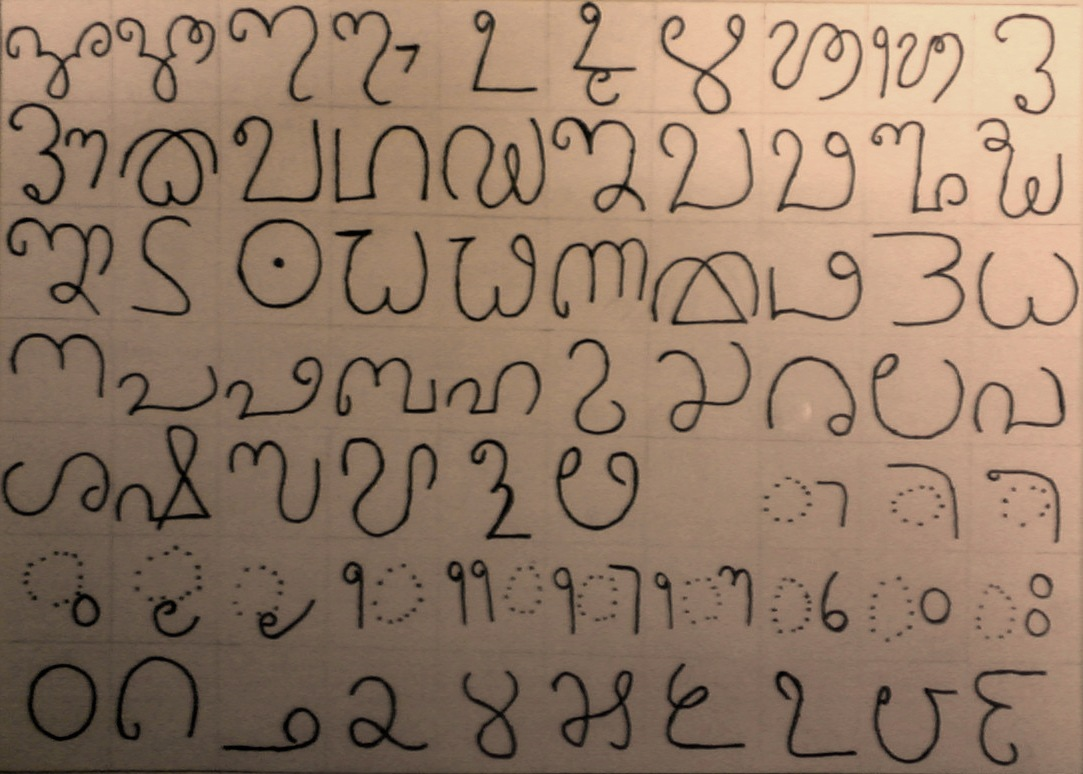
Podstawowe znaki pisma tulu

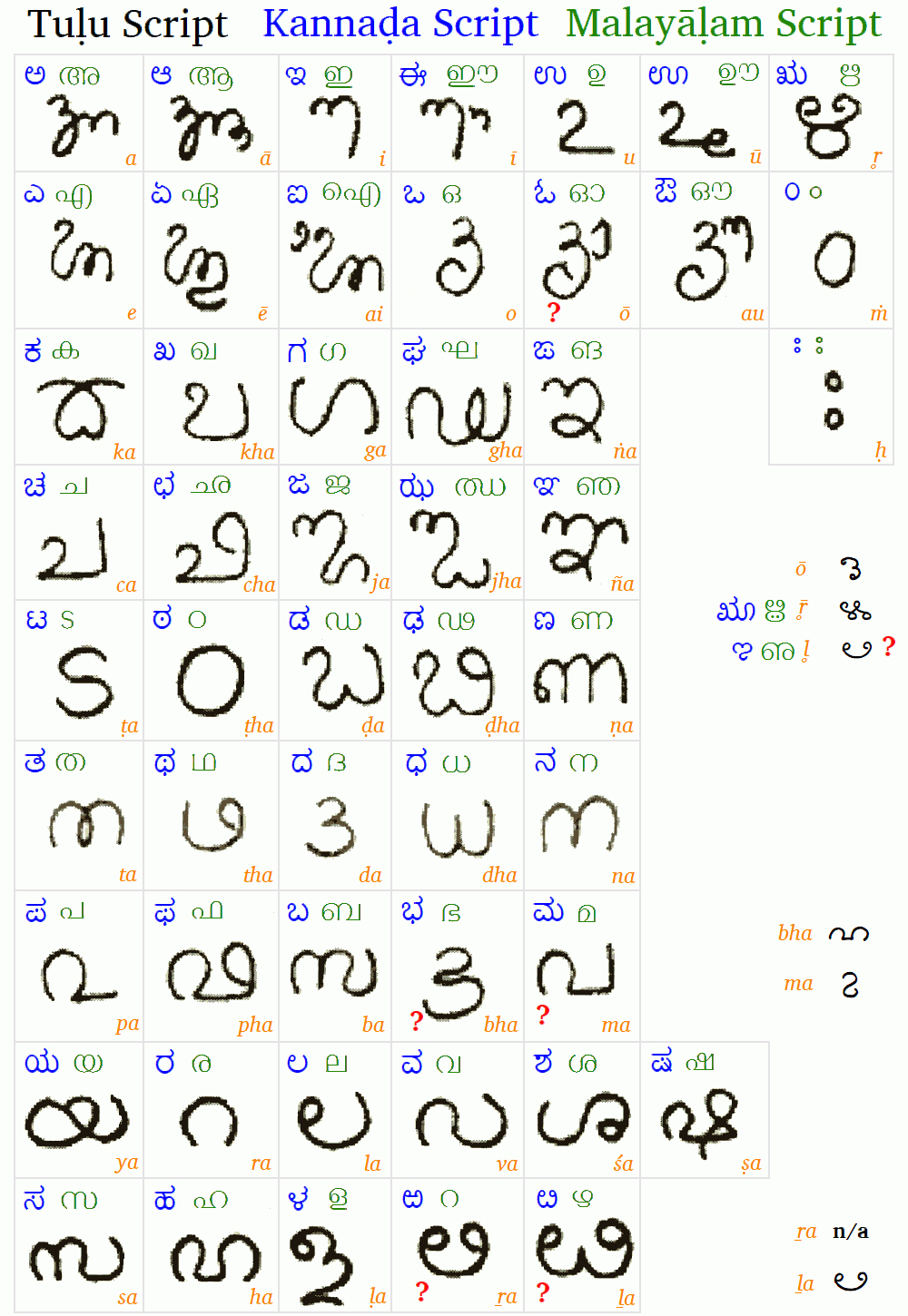
Porównanie znaków alfabetów tulu, kannada i malajalam

Pismo tulu (tulu:  Tuḷu lipi) – pismo południowoindyjskie, w którym pierwotnie zapisywano język tulu. Wywodzi się z pisma grantha. Używane było przez braminów głównie do zapisywania tekstów Wed. Najstarszym zachowanym tekstem jest Tulu Mahabharato z XV w. – tłumaczenie sanskryckiej Mahabharaty na język tulu. Obecnie język tulu zapisywany jest najczęściej za pomocą alfabetu kannada.

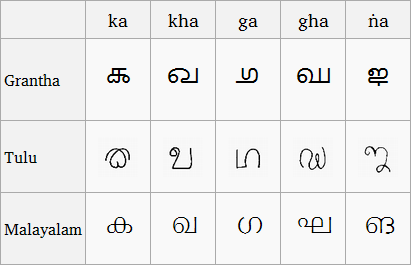
Porównanie znaków pisma grantha, tulu i malajalam